# Bonac (Cruesa)
Bònac (en francès Bonnat) és una comuna (municipi) de França, a la regió de la Nova Aquitània, departament de la Cruesa. La seva població al cens de 1999 era de 1.348 habitants. Està integrada a la Communauté de communes des Deux Vallées, de la que és la població més gran.

## Demografia
| 1968 | 1975 | 1982 | 1990 | 1999 |
| ---- | ---- | ---- | ---- | ---- |
| 1535 | 1340 | 1348 | 1387 | 1348 |

## Administració
| Període   | Identitat        | Partit        |
| --------- | ---------------- | ------------- |
| 1995-2003 | Roger Chatignoux | UMP           |
| 2003-2008 | Philippe Jamet   | Divers droite |
| 2001-     | Georges Guêtre   | PS            |